# Jean-Jacques de Boissieu

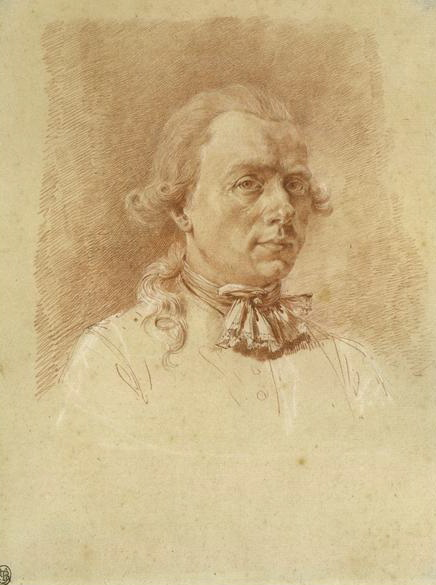
Jean-Jacques de Boissieu, Selbstporträt um 1770, Rötel über Graphit mit Weiss gehöht

Jean-Jacques de Boissieu (* 30. November 1736 in Lyon, Frankreich; † 1. März 1810 in Lyon) war ein französischer Künstler, der hauptsächlich als Zeichner und Kupferstecher in Erscheinung trat.

## Leben
De Boissieus Eltern waren Jaques de Boissieu und Annette Vialis. Er studierte an der Lyoner École gratuite de dessin unter Jean-Charles Frontier, erwarb jedoch die meisten seiner Fähigkeiten durch Selbstunterricht.
Seine ersten Stiche fertigte de Boissieu in den Jahren 1758 bis 1764 an. Danach ging er im Gefolge des französischen Botschafters Louis Alexandre, duc de La Rochefoucauld d’Enville (1743–1792) nach Italien. Während dieses Aufenthaltes traf er Voltaire. Aus dieser Zeit sind eine Reihe von Landschafts-Zeichnungen bekannt.
Für L’Encyclopédie von Diderot fertigte de Boissieu einige Stiche an. Seine Tätigkeit in Lyon war gekennzeichnet sowohl von der Arbeit an Stichen mit römischen und niederländischen Landschaften als auch von Darstellungen der Gegend um Lyon. Er wurde auch mit Reproduktionen von anderen Kunstwerken wie Gemälden oder Skulpturen als Drucken oder Zeichnungen beauftragt.
Zu de Boissieus Schülern zählen Lois Nicolas Philippe Auguste de Forbin und sein Neffe Claude Victor de Boissieu.
Jean-Jacques de Boissieu war auch der Bürgermeister von Lentilly, Département Rhone, von 1806 bis zu seinem Tode im Jahre 1810.

## Museen (Auswahl)
De Boissieus Werke sind in Museen in der ganzen Welt vertreten, so zum Beispiel im Musée du Louvre in Paris, im Petit Palais, ebenfalls in Paris, im Städel in Frankfurt am Main, im Musée des beaux-arts de Nantes in Nantes, Bretagne und in der National Gallery of Art in Washington, D.C., USA.